# Parablennius parvicornis
Parablennius parvicornis är en fiskart som först beskrevs av Valenciennes, 1836.  Parablennius parvicornis ingår i släktet Parablennius och familjen Blenniidae. IUCN kategoriserar arten globalt som livskraftig. Inga underarter finns listade i Catalogue of Life.